# Koos Knoef
Koos Knoef (5 augustus 1946) is een Nederlands voormalig voetballer die onder contract stond bij Heracles en Go Ahead. Hij speelde als aanvaller. In 1970 moest hij voortijdig zijn carrière beëindigen na een slepende knieblessure. Na zijn loopbaan is hij aan de slag gegaan bij AkzoNobel en trainer geworden van amateurverenigingen.

## Carrièrestatistieken
| Seizoen         | Club            | Land            | Competitie      | Competitie | Competitie | Beker | Beker | Internationaal | Internationaal | Overig | Overig | Totaal | Totaal |
| Seizoen         | Club            | Land            | Competitie      | Wed.       | Dlp.       | Wed.  | Dlp.  | Wed.           | Dlp.           | Wed.   | Dlp.   | Wed.   | Dlp.   |
| --------------- | --------------- | --------------- | --------------- | ---------- | ---------- | ----- | ----- | -------------- | -------------- | ------ | ------ | ------ | ------ |
| 1963/64         | Heracles        | Nederland       | Eredivisie      | 8          | 4          | –     | 0     | –              | –              | –      | –      | 8      | 4      |
| 1964/65         | Heracles        | Nederland       | Eredivisie      | 4          | 0          | –     | 0     | –              | –              | –      | –      | 4      | 0      |
| 1965/66         | Heracles        | Nederland       | Eredivisie      | 16         | 2          | –     | 0     | –              | –              | –      | –      | 16     | 2      |
| 1966/67         | Heracles        | Nederland       | Eerste divisie  | –          | –          | –     | 1     | –              | –              | –      | –      | –      | 1      |
| 1967/68         | Go Ahead        | Nederland       | Eredivisie      | –          | –          | –     | 1     | –              | –              | –      | –      | –      | 1      |
| 1968/69         | Go Ahead        | Nederland       | Eredivisie      | –          | –          | –     | 0     | –              | –              | –      | –      | –      | –      |
| 1969/70         | Go Ahead        | Nederland       | Eredivisie      | –          | –          | –     | 0     | –              | –              | –      | –      | –      | –      |
| Carrière totaal | Carrière totaal | Carrière totaal | Carrière totaal | 28         | 6          | –     | 2     | –              | –              | –      | –      | 28     | 8      |

## Interlandcarrière

### Nederland onder 23
In 1969 debuteerde Knoef voor Nederland –23 in een vriendschappelijke wedstrijd tegen Engeland –23.
| Interlands van Koos Knoef | Interlands van Koos Knoef | Interlands van Koos Knoef | Interlands van Koos Knoef | Interlands van Koos Knoef | Interlands van Koos Knoef |
| №                         | Datum                     | Wedstrijd                 | Uitslag                   | Soort Wedstrijd           | Doelpunten                |
| Als speler bij Go Ahead   | Als speler bij Go Ahead   | Als speler bij Go Ahead   | Als speler bij Go Ahead   | Als speler bij Go Ahead   | Als speler bij Go Ahead   |
| ------------------------- | ------------------------- | ------------------------- | ------------------------- | ------------------------- | ------------------------- |
| 1.                        | 1969                      | Nederland – Engeland      | ? – ?                     | Vriendschappelijk         | 0                         |